# 亀井俊雄
亀井 俊雄（かめい としお、 1896年2月23日-1969年12月14日）は、日本の能楽師。大鼓方葛野流。人間国宝。

## 経歴
1896年（明治29年）、東京で生まれる。1909年（明治42年）に池内信嘉が主宰する能楽会に入る。
当初は謡を勉強していたものの、囃子方に人がいないということで囃子方に回される。
川崎九淵に師事した後に東京音楽学校に入学、卒業。
第二次世界大戦後は能楽協会の復興を支え、日本能楽会を設立に寄与。晩年まで同会理事を務めた。また囃子方による囃子科協議会を設立して地位の向上に努めた。
1968年（昭和43年）に重要無形文化財保持者（人間国宝）の認定を受けた後、吉見嘉樹引退のあとをうけて宗家預かりとなる。
1969年（昭和44年）12月14日、脳梗塞のため東京都中野区の自宅にて死去。73歳。